# Isola di Pantelleria: Montagna Grande e Monte Gibele
Das Fauna-Flora-Habitat-Gebiet Isola di Pantelleria: Montagna Grande e Monte Gibele liegt auf der italienischen Insel Pantelleria in der Straße von Sizilien. Geographisch liegt die Insel bereits auf der afrikanischen Kontinentalplatte. Die Insel gehört zur Autonomen Region Sizilien und wird von Trapani aus verwaltet. Das etwa 31 km² große Schutzgebiet umfasst die Montagna Grande und den Monte Gibele, einen Vulkankegel im Zentrum der Insel.
Das Gebiet liegt im Vogelschutzgebiet Isola di Pantelleria e area marina circostante und grenzt im Norden, im Südosten und im Westen an das FFH-Gebiet Isola di Pantelleria – Area Costiera, Falesie e Bagno dell’Acqua. Das Gebiet überschneidet sich auch mit dem Nationalpark Pantelleria.

## Schutzzweck
Folgende Lebensraumtypen nach Anhang I der FFH-Richtlinie sind für das Gebiet gemeldet:
| EU Code | * | Lebensraumtyp (offizielle Bezeichnung)                                        | Fläche [ha] |
| ------- | - | ----------------------------------------------------------------------------- | ----------- |
| 3170    | * | Temporäre mediterrane Flachgewässer                                           | 0,01        |
| 5210    |   | Baumförmige Matorrals mit Juniperus spp.                                      | 0,1         |
| 5330    |   | Thermo-mediterrane Gebüschformationen und Vorwüsten (sonstige Gesellschaften) | 660         |
| 6220    | * | Mediterrane Trockenrasen der Thero-Brachypodietea                             | 495         |
| 8220    |   | Silikatfelsen mit Felsspaltenvegetation                                       | 0,1         |
| 8320    |   | Lavafelder und Aushöhlungen                                                   | 1           |
| 9340    |   | Wälder mit Quercus ilex und Quercus rotundifolia                              | 739         |
| 9540    |   | Mediterrane Pinienwälder mit endemischen Kiefern                              | 269         |

### Arteninventar
Folgende Arten von gemeinschaftlichem Interesse sind für das Gebiet gemeldet:
| Bild | EU Code | * | Art                         | wissenschaftlicher Name | Artengruppe |
| ---- | ------- | - | --------------------------- | ----------------------- | ----------- |
|      | 4051    |   | Ameisengrillen-Art          | Myrmecophilus baronii   | Insekten    |
|      | 1217    |   | Griechische Landschildkröte | Testudo hermanni        | Reptilien   |